# Adolfskoog
Der Adolfskoog ist ein Koog in Eiderstedt nördlich von Uelvesbüll. Er umfasst eine Fläche von 431 Hektar und hat eine Deichlänge von etwa 4200 Metern. Der 1579 eingeweihte Koog wurde nach dem Herzog von Schleswig-Holstein-Gottorf Adolf I. (1526–1586) benannt. Sein südwestlicher Teil gehört zur Gemeinde Uelvesbüll, sein südöstlicher zur Witzwort und sein nördlicher zu Simonsberg. Das bekannteste Gebäude im Koog ist der Rote Haubarg.